# Mbedam jezik
Mbedam jezik (ISO 639-3: xmd), afrazijski jezik čadske skupine biu-mandara, kojim govori 6 000 ljudi u kamerunskoj provinciji Far North
Etnička grupa zove se Mbədam, a sami svoj jezik nazivaju mumbədam. U upotrebi je i adamawa fulfulde [fub] ili francuski [fra]. Uči se u osnovnim školama

## Vanjske poveznice
- Ethnologue (14th)
- Ethnologue (15th)